# Trinity College (Oxford)
Pour les articles homonymes, voir Trinity College.
Trinity College (nom complet The College of the Holy and Undivided Trinity in the University of Oxford, of the foundation of Thomas Pope, « le collège de le Sainte et indivisible Trinité de l'Université d'Oxford, de la fondation de Thomas Pope ») est l'un des collèges constitutifs de l'Université d'Oxford au Royaume-Uni. Il se trouve sur Broad Street, voisin de son rival le Balliol College, situé à Turl Street.

## Description
Il est entouré d'une grille, plutôt que d'un mur, donnant au collège un aspect plus ouvert et plus accessible que beaucoup d'autres à Oxford. Le collège occupe un emplacement spacieux, formé de quatre cours principales, et est en particulier connu pour ses grands et attrayants jardins, qui incluent un petit secteur de région boisée. En dépit de sa taille, Trinity College est relativement petit au regard du nombre d'étudiants, avec moins de 300 undegraduates (avant la licence) et environ 100 graduates (après la licence). 

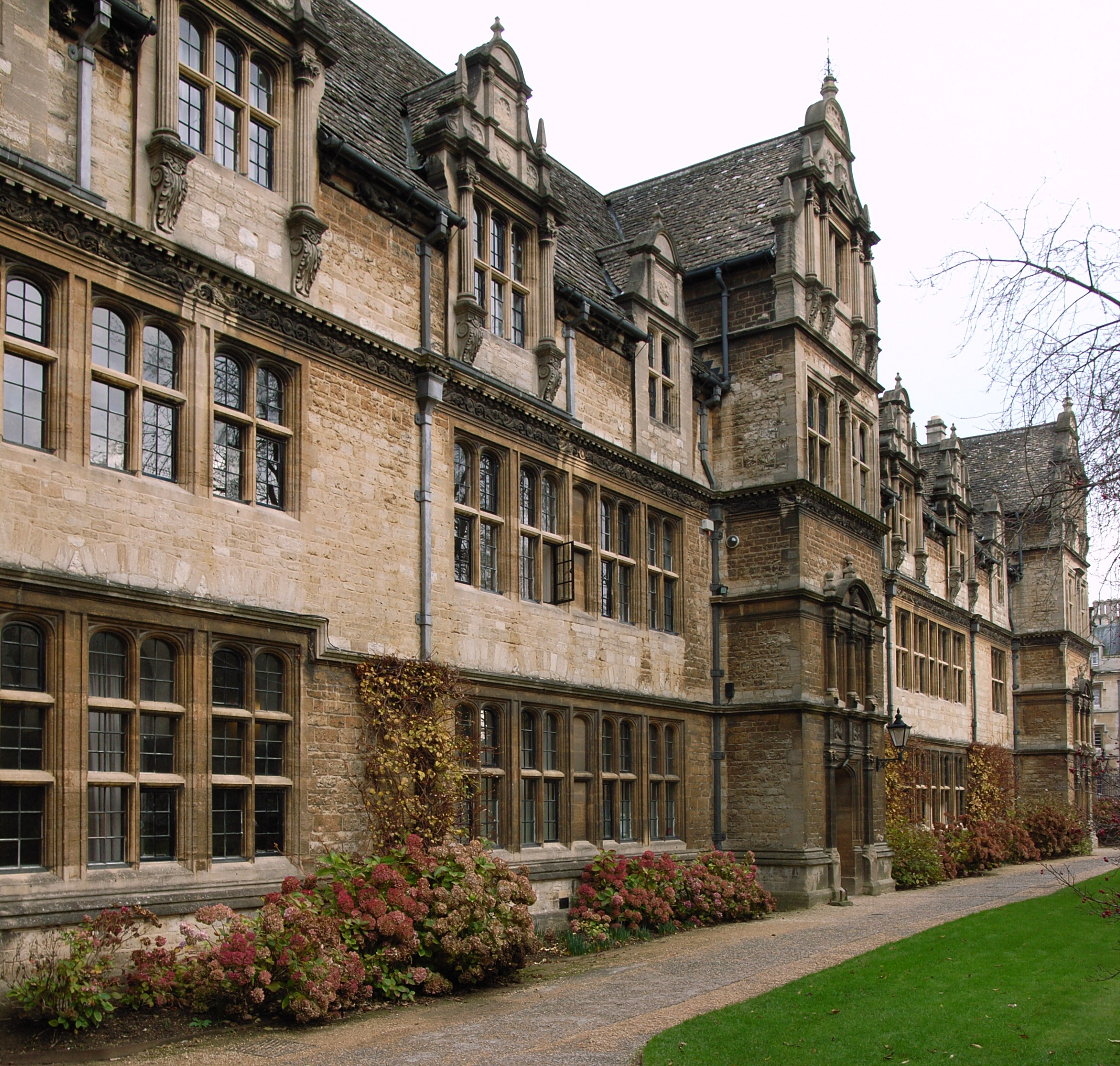
Logement étudiant
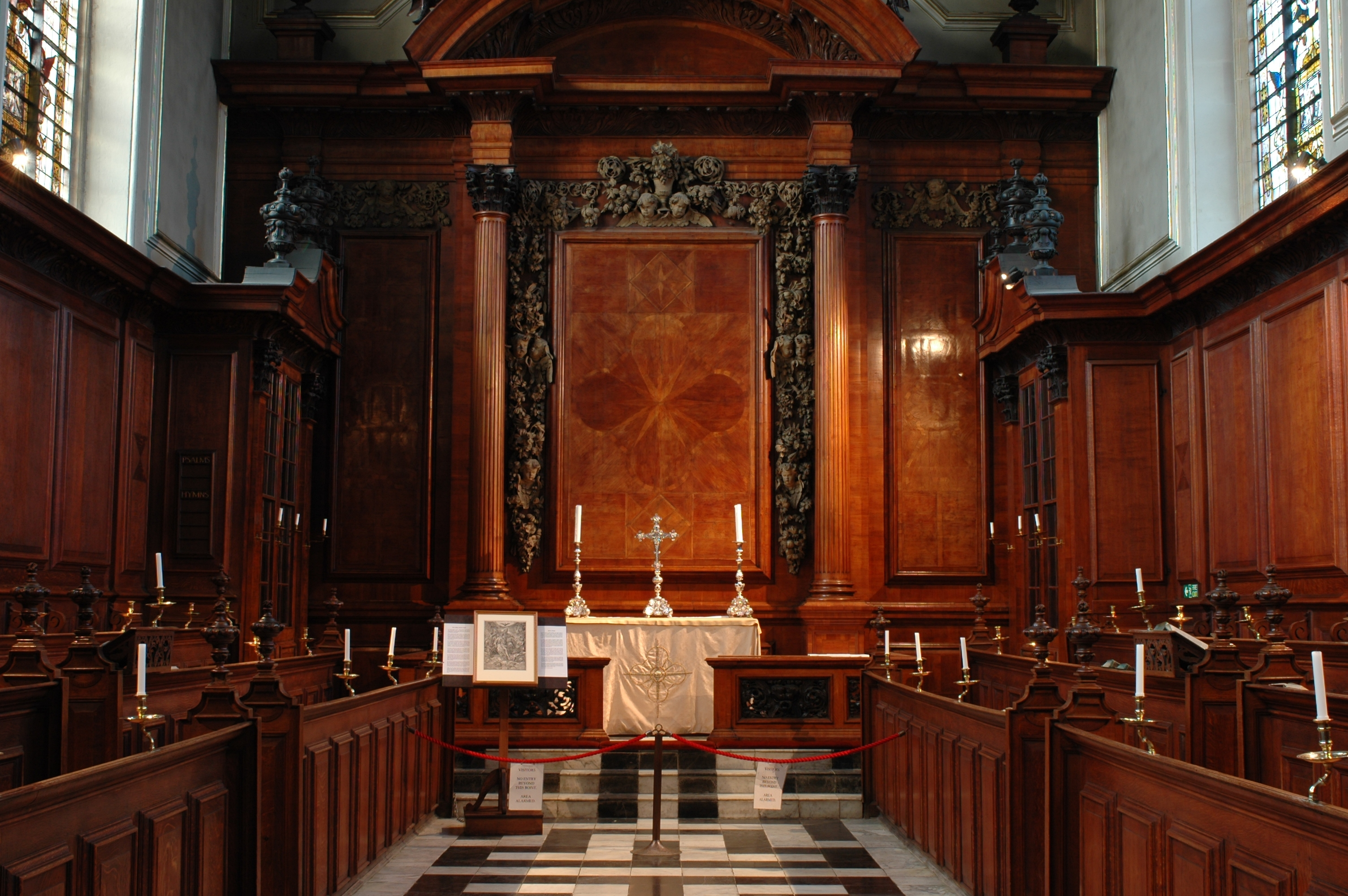
Intérieur de la chapelle du collège.
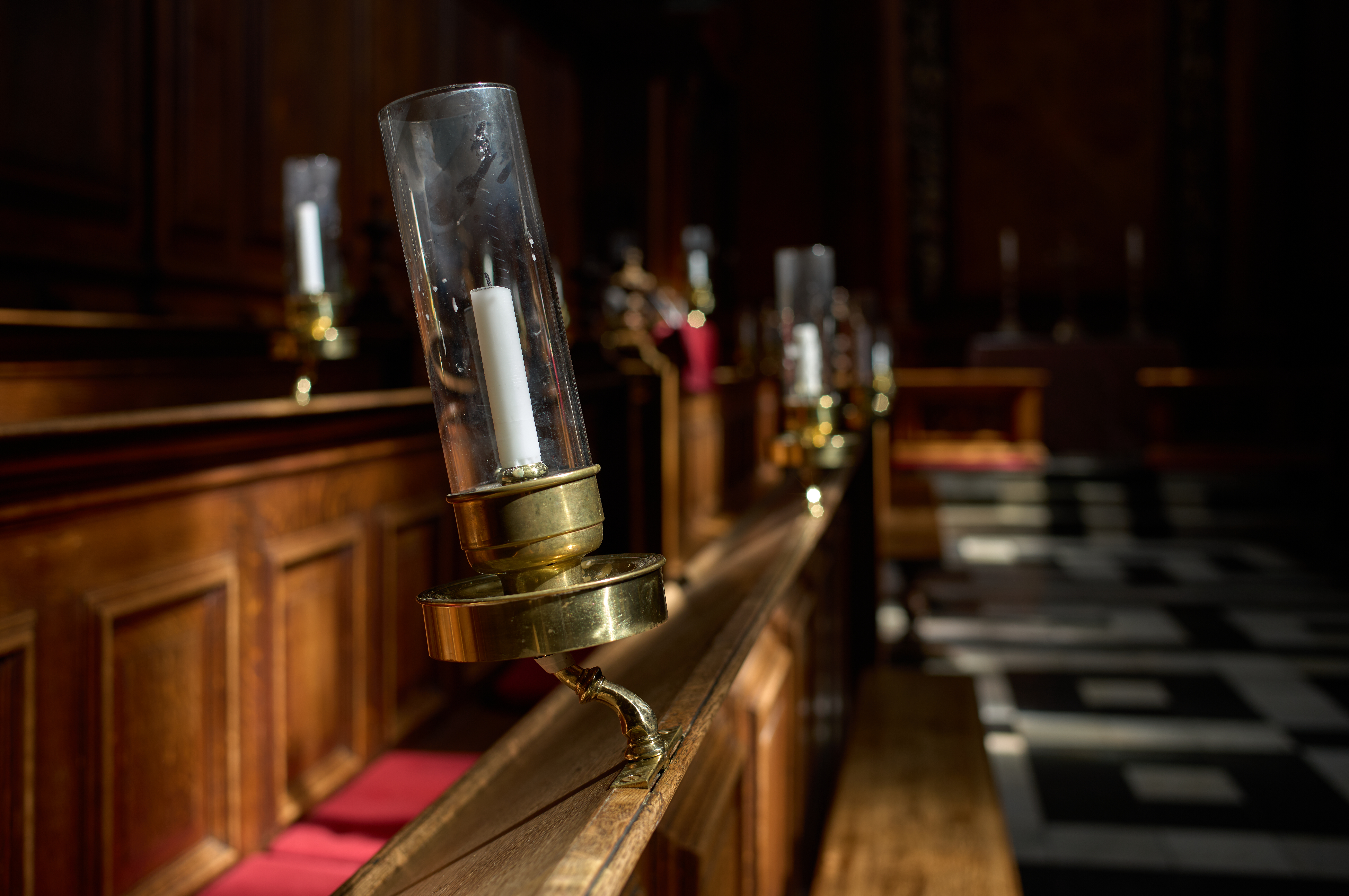
Chandelier dans la chapelle du Trinity College. Avril 2023.

En plus de leur attractivité générale, les bâtiments de Trinity College ont également beaucoup de particularités notables. En haut de la tour Ouest reposent quatre statues de femmes, qui représentent l'astronomie, la géométrie, la médecine, et la théologie. La chapelle, de taille relativement modeste comparée à d'autres à Oxford, fut la première chapelle de collège à être entièrement conçue dans le style néoclassique. Le célèbre architecte Sir Christopher Wren aurait aidé à sa conception.

## Durham College
L'emplacement où se trouve aujourd'hui Trinity College était auparavant celui de Durham College. Ce collège avait été fondé en 1286, à peu près au même moment que les plus anciens collèges d'Oxford encore debout de nos jours. Durham College avait été construit pour les moines bénédictins de la cathédrale de Durham autour d'une simple cour carrée aujourd'hui connue sous le nom de « Cour Durham ». Le seul bâtiment subsistant de Durham College se trouve du côté est de la cour et abrite la vieille bibliothèque qui date de 1421.
Durham College était à l'origine consacré à la Vierge, saint Cuthbert et à la Trinité. C'est sans doute de là que Trinity College tire son nom.[réf. souhaitée]

## Histoire

Blason du collège.

Trinity College fut fondé en 1555 par Sir Thomas Pope, à la suite de la destruction du Durham College, dont les fondations sont toujours celles de Trinity. Pope était un catholique qui n'avait aucun enfant survivant et espérait qu'en fondant un college, les prières de ses étudiants se souviendraient de lui.
À la fondation étaient prévus, un président, douze fellows (professeurs) et douze scholars en plus d'un maximum de vingt undergraduates. Les professeurs devaient être ordonnés et n'avaient pas le droit de se marier.

## Étudiants célèbres
- Henry Ireton
- Laurence Binyon
- George Ferguson Bowen
- James Bryce
- Richard Francis Burton (renvoyé)
- Vincent Cronin
- Rayner Goddard, Baron Goddard
- Thomas Harriot
- Miles Kington
- Walter Savage Landor
- Robin Leigh-Pemberton
- Norris McWhirter
- Henry Moseley
- John Henry Newman
- William Pitt l'Ancien
- Arthur Quiller-Couch
- Terence Rattigan
- George Rawlinson
- John Somers, Lord Somers
- James Stanhope, 1st Earl Stanhope
- Jeremy Thorpe
- Andrew Tyrie
- Richard Hillary (en)
- Jacob Rees-Mogg

## Professeurs célèbres
- Henry Stuart Jones
- Ronald Syme
- Thomas Warton
- Cyril Hinshelwood
- Hans Adolf Krebs